# T-cel
T-cellen ofwel T-lymfocyten zijn afweercellen, onderdeel van de specifieke cellulaire afweer. Ze zijn specifiek, want elke T-cel kan reageren op een specifiek vreemd oppervlak-epitoop dat wordt aangeboden door antigeen-presenterende cellen, APC's. Het antigeen wordt dan op de celmembraan van een APC aangeboden als antigeen/MHC complex.
T-cellen kunnen worden onderverdeeld in vier hoofdgroepen:
- T-helpercel (CD4+ Cel)
- Cytotoxische T-cel (CD8+ Cel)
- T-remmercel (CD4+, CD25+ en FOXP3)
- T-geheugencel

De stamcellen voor alle bloedcellen bevinden zich in het beenmerg. De uitrijping van T-lymfocyten vindt echter plaats in de thymus (zwezerik), waar ze hun naam aan ontlenen. Dit proces is grotendeels voltooid voor de puberteit. Tijdens het verblijf in de thymus worden de nog onrijpe T-cellen als het ware opgeleid in het maken van verschil tussen lichaamseigen en lichaamsvreemd. De meerderheid van de T-cellen in opleiding zakt voor het examen en wordt vernietigd. Een minderheid mag de thymus verlaten en gaat functies vervullen als afweercel in het lichaam.

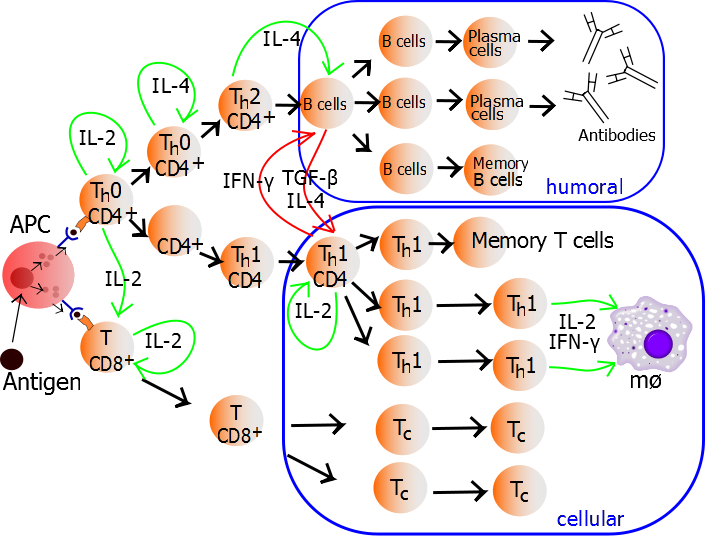
Lymfocytactivatie, het ontwikkelingsproces van T-cellen. Humoral: Humorale afweer; Cellular: Cellulaire afweer

Bij aids worden bepaalde klassen T-cellen aangetast door het hiv. Het aantal T-cellen kan dan na verloop van tijd sterk dalen. De patiënt is daardoor bijzonder vatbaar voor andere ziektes. Om deze reden sterven mensen niet aan aids zelf, maar aan optredende complicaties als gevolg ervan. Wereldwijd is tuberculose de meest voorkomende doodsoorzaak van aidspatiënten.
Lichaamseigen T-cellen worden inmiddels met succes via gentransfertechnieken geprogrammeerd om tumorcellen te kunnen vinden en te vernietigen. Zo kan de Cas9-techniek gebruikt worden om de activatie van T-cellen naar nieuwe markers te veranderen, die dan specifiek gekozen worden om bepaalde kankercellen aan te vallen. Dit alles kadert in een nieuwe visie waarbij medicatie op maat van een individuele patiënt gemaakt wordt en niet voor de hele bevolking zoals bij klassieke medicatie.

## Overzichthematopoëtische stamcelrode beenmerg
| Hematopoëse            | Hematopoëse          | Hematopoëse            | Hematopoëse | Hematopoëse | Hematopoëse | Hematopoëse | Hematopoëse | Hematopoëse     | Hematopoëse    |
| ---------------------- | -------------------- | ---------------------- | ----------- | ----------- | ----------- | ----------- | ----------- | --------------- | -------------- |
| Leukopoëse             | Leukopoëse           | Leukopoëse             | Leukopoëse  | Leukopoëse  | Leukopoëse  | Leukopoëse  | Leukopoëse  | Erytropoëse     | Trombopoëse    |
| Myeloblast             | Myeloblast           | Myeloblast             | Monoblast   | Lymfoblast  | Lymfoblast  | Lymfoblast  |             | Pro-erytroblast | Megakaryoblast |
| Myeloblast             | Myeloblast           | Myeloblast             | Monoblast   | Lymfoblast  | Lymfoblast  | Lymfoblast  | Erytroblast |                 | Megakaryoblast |
| Myeloblast             | Myeloblast           | Myeloblast             | Monoblast   | Lymfoblast  | Lymfoblast  | Lymfoblast  | Normoblast  |                 | Megakaryoblast |
| Promyelocyt            | Promyelocyt          | Promyelocyt            | Monocyt     | Lymfocyt    | Lymfocyt    | Lymfocyt    | Reticulocyt | Megakaryocyt    |                |
| Neutrofiele granulocyt | Basofiele granulocyt | Eosinofiele granulocyt | Macrofaag   | B-cel       | T-cel       | NK-cel      | Mastocyt    | Erytrocyt       | Trombocyt      |